# Julius Disselhoff
Julius August Gottfried Disselhoff (* 24. Oktober 1827 in Soest, Westfalen; † 14. Juli 1896 in Thiergarten bei Simmern) war ein lutherischer Pfarrer, Direktor der Kaiserswerther Diakonissenanstalt und Autor.

## Leben

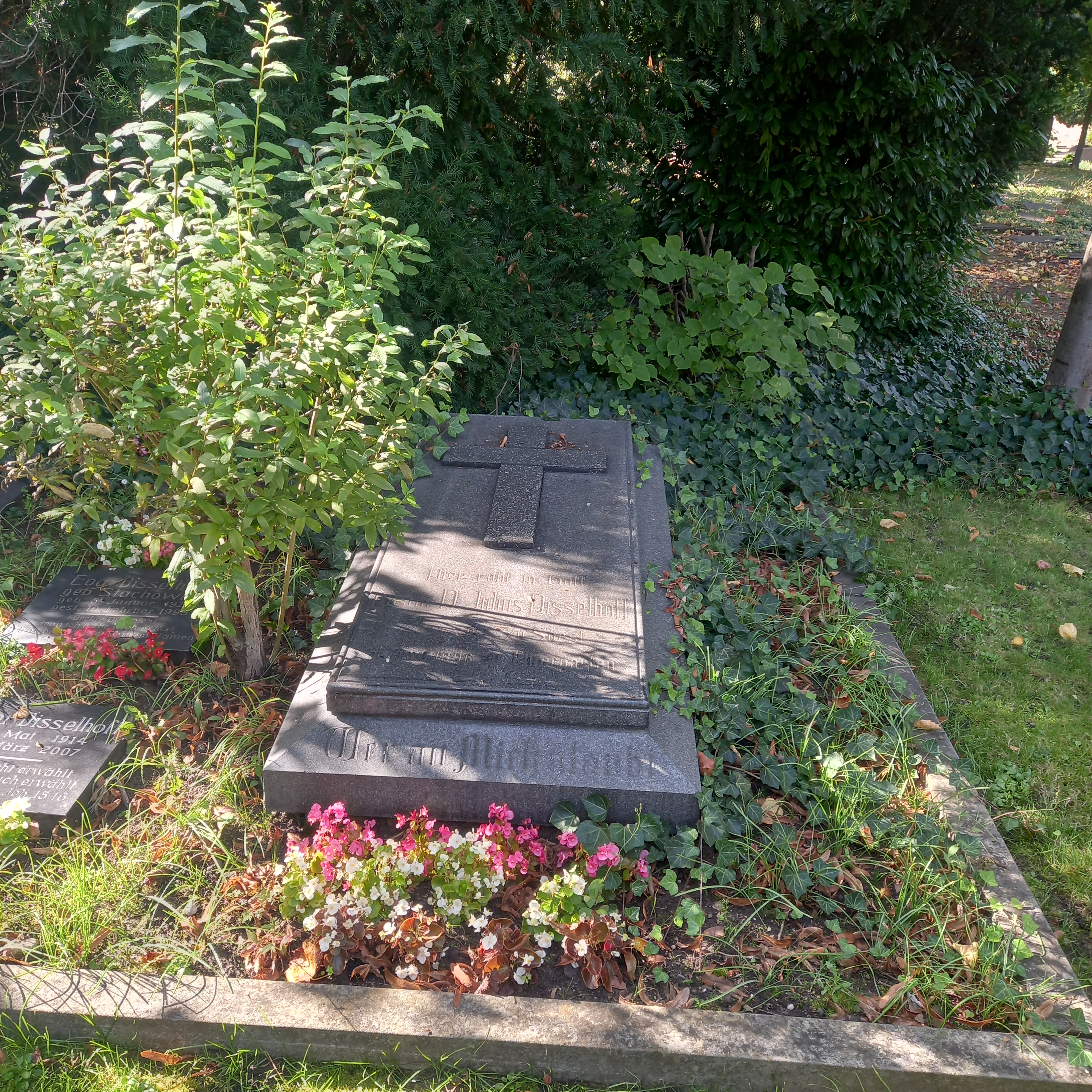
Das Grab von Julius Disselhoff auf dem evangelischen Diakoniefriedhof Kaiserswerth in Düsseldorf

Julius Disselhoff wurde als Sohn eines Steuerbeamten in Soest geboren. Er war älterer Bruder von August Disselhoff. Durch eine berufliche Versetzung seines Vaters nach Marhafen wurde der junge Julius in die Obhut seines Onkels mütterlicherseits gegeben. In Soest begann er die Schule zu besuchen und wechselte ab 1837 auf das Gymnasium. Dort verblieb Disselhoff bis zum Sommer 1840, als er mit seinen Eltern nach Arnsberg zog, da sein Vater aus beruflichen Gründen dorthin versetzt wurde. Am 4. September 1842 wurde er konfirmiert. Nach dem Bestehen seines Abiturs begann er in Halle ein Studium der Philosophie und Literaturgeschichte mit dem Ziel, Professor für Literaturgeschichte zu werden. Nachdem er August Tholuck kennenlernte und durch ihn maßgeblich beeinflusst wurde, wechselte er zu dem Fach Theologie. Während des Studiums trat er 1848 der Studentenverbindung Salingia zu Halle bei. 1850 ging er als Gehilfe und Hauslehrer zu Theodor Fliedner nach Kaiserswerth. 1852 arbeitete er im Rettungshaus für Knaben in Neinstedt am Harz. 1853 wurde er Pfarrer in Schermbeck bei Wesel. Nach der Heirat mit Fliedners ältester Tochter Luise wechselte er im Dezember 1855 als Pfarrer an die Diakonissenanstalt Kaiserswerth, deren Leitung er 1865 als Nachfolger Fliedners übernahm. Um die Arbeit der Diakonissen in den Lazaretten zu organisieren, reiste er auf die Schlachtfelder nach Schleswig und Holstein (1864), Böhmen (1866) und Frankreich (1870). Er war 30 Jahre lang Vorsitzender der Kaiserswerther Generalkonferenz der Diakonissenhäuser.
Mit seiner Schrift Die gegenwärtige Lage der Cretinen, Blödsinnigen und Idioten in den christlichen Ländern (1857) trug Disselhoff maßgeblich zur Eröffnung der Anstalt Hephata (Mönchengladbach) 1858 bei. Er veröffentlichte auch Dichtung unter dem Pseudonym Julius von Soest.

## Schriften (Auswahl)
- Shakespeare's Tragödien. Ein Wegweiser zum Glauben. Scherz, Schwelm 1859.
- Die gegenwärtige Lage der Cretinen, Blödsinnigen und Idioten in den christlichen Ländern: ein Noth- u. Hülferuf für die Verlassensten unter den Elenden an die deutsche Nation. Marcus, Bonn 1857. (Digitalisat)
- Die Geschichte des König Sauls oder Halte, was du hast, daß niemand deine Krone nehme. 11 Predigten. Kaiserswerth 1859; 3. Aufl. 1864 (Google Books).
- Neue Weisen [Gedichte]. Bädeker, Elberfeld 1860.
- Die Geschichte des Königs David, des Mannes nach dem Herzen Gottes [...]. Langewiesche, Barmen 1863 (Google Books).
- Die Geschichte König Davids: Vierzehn Predigten. Kaiserwerth a. Rh., 1862
- Wegweiser zu Johann Georg Hamann dem Magus im Norden.  Langewiesche, Elberfeld 1871.
- Der große Krieg zwischen Frankreich und Deutschland in den Jahren 1870 und 1871. Dem deutschen Volk erzählt. Verl. der Diakonissen-Anstalt, Kaiserswerth 1872; 7. Aufl. 1895.
- Paulus der Knecht Jesu Christi oder Seid doch, wie ich bin, denn ich bin wie Ihr! Kaiserswerth 1877; 11. Aufl.  1930.
- Jubelbüchlein zu Dr. Martin Luthers 400jährigem Geburtstage. Kaiserswerth 1883; 18. Aufl. u.d.T.: Dr. Martin Luther in Wort und Bild für jung und alt. 1898; 24. Aufl. 1917.
- Jubilate! Denkschrift zur Jubelfeier der Erneuerung des apostolischen Diakonissen-Amtes und der fünfzigjährigen Wirksamkeit des Diakonissen-Mutterhauses zu Kaiserswerth am Rhein. Kaiserswerth a. Rh.: Verl. der Diakonissen-Anstalt, 1886.
- Kaiserbüchlein zu Kaiser Wilhelms neunzigstem Geburtstage. Kaiserswerth 1887; 4. Aufl. u.d.T.: Kaiserbüchlein oder Kaiser Wilhelms Lehr- und Meisterjahre. Dem deutschen Volke erzählt. 1888.
- Alles ist Euer, Ihr aber seid Christi. Vorträge über das Verhältnis der Kunst, besonders der Poesie, zur Offenbarung. Kaiserswerth 1897; 2. Aufl. 1905.
- Die klassische Poesie und die göttliche Offenbarung. Beiträge zur Literaturgeschichte. Hg. von D. Disselhoff. Kaiserswerth 1898.
- Die Geschichte des Reichsfreiherrn Karl vom und zum Stein. Kaiserswerth a. Rh.: Verl. der Diakonissen-Anstalt, [1907] (Digitalisat)